# Hanns Abele
Hanns Abele (* 23. Dezember 1941 in Wien; † 27. Juli 2016 ebenda) war ein österreichischer Jurist und Universitätsprofessor für Volkswirtschaftslehre.

## Leben
Hanns Abele wuchs in bescheidenen Verhältnissen im 15. Wiener Gemeindebezirk auf. Er besuchte die Volksschule von 1947 bis 1951 und danach das Bundesrealgymnasium Wien 7, wo er 1959 mit ausgezeichnetem Erfolg maturierte. Danach studierte er Rechtswissenschaften an der Universität Wien und promovierte 1963 zum Dr. iur. Im Anschluss war er für kurze Zeit Rechtspraktikant, brach das Gerichtsjahr jedoch ab, um eine Stelle als Assistent am Institut für Wirtschaftswissenschaften der Universität Wien anzunehmen.
Im Jahr 1973 wurde Hanns Abele als Ordinarius für theoretische Nationalökonomie an die Universität Freiburg (Schweiz) berufen, wo er unter anderem als Vertreter der rechts-, wirtschaftlichen und sozialwissenschaftlichen Fakultät bei der Reform des Hochschulstatus erfolgreich wirkte. Schließlich folgte er 1977 einem Ruf als Ordinarius für Volkswirtschaftslehre (Politische Ökonomie) an die Wirtschaftsuniversität Wien, der er auch nach seiner Emeritierung 2010 bis zu seinem Tod angehörte. Im Studienjahr 1987/88 lehrte und forschte er an der University of Kentucky in den USA.

## Forschungstätigkeit
Die Forschungstätigkeit von Abele konzentrierte sich auf die Bereiche Geld, Wachstum, Verteilung, Industrieökonomik und Wirtschaftspolitik. Die Forschungstradition der Österreichischen Schule der Nationalökonomie prägte sein wirtschaftswissenschaftliches Grundverständnis. Seine musische Veranlagung und seine humanistische Einstellung führten auch zu Arbeiten über Kultur und Medien sowie zur Zusammenarbeit mit Vertretern der Theologie.
In der Nachfolge von Florian Fleck war er gemeinsam mit Hermann Fünfgeld, Peter Voß und Antonio Riva Mitglied im Fribourger Arbeitskreis für die Ökonomie des Rundfunks (FAR).

## Publikationen
Die Publikationen Abeles umfassen sowohl modellmäßig ausgeformte, formal korrekte Theorien als auch anwendungsorientierte Studien mit konkreten und gut kommunizierbaren Ergebnissen und Urteilen. Sowohl in der Forschung als auch in der Lehre schlugen sich seine intensiven Kontakte zu einer Vielzahl internationaler Spitzenökonomen nieder. Abele versuchte in der Lehre immer wieder, die volkswirtschaftlichen Studienprogramme im Interesse der Studierenden zu aktualisieren und auf internationales Niveau zu heben.

## Veröffentlichungen (Auswahl)
- Kartenzahlungen im Euro-Zahlungsraum. Springer Science & Business Media, 2006.
- Die Bundestheater in der österreichischen Wirtschaft. Österr. Bundestheaterverband, 1984.
- Die Zukunft theoretischer Wirtschaftspolitik angesichts wirtschaftlicher Krisenstimmung und Kritik an der nationalökonomischen Theorie. In: Beiträge zur Wirtschafts- und Gesellschaftspolitik, Festschrift für Theodor Pütz, Berlin, 1975, S. 21.
- Anmerkungen zu einer Wirtschaftsgeschichte der Gegenwart: Österreich seit 1945. In: Handbuch der Österreichischen Wirtschaftspolitik. Wien, 1989, S. 57–74.
- Towards a Neo-Austrian Theory of Exchange. In: Equilibrium and Disequilibrium in Economic Theory. Springer Netherlands, 1977. S. 203–212.
- Korruption. In: Georges Enderle, Karl Homann, Martin Honecker, Walter Kerber und Horst Steinmann (Hrsg.): Lexikon der Wirtschaftsethik, Freiburg im Breisgau, Basel, Wien, 1993, S. 571–577.
- Wann reagiert die Nationalbank? Ein Versuch zur Ermittlung eines „lag “der österreichischen Geldpolitik. Wiener Studien zur Wirtschafts- und Sozialpolitik, 1968, Nr. 7.
- Unternehmenskultur und Marketing von kulturellen Institutionen (Theater, Oper) und Rundfunk-organisationen. Unternehmenskultur und Marketing von RundfunkUnternehmen, hrsg. v. U. Saxer, Stuttgart-Berlin-Mainz, 1989, S. 109–124.
- Ökonomische Anreize und ihre Wirkungen in der Wohnbauförderung: Das Kyoto-Ziel als Reformanstoß (zus. mit Andrea Höltl). In: Hanns Abele / Michael Cerveny / Stefan Schleicher / Karl Weber (Hrsg.): Reform der Wohnbauförderung (= Schriftenreihe des Österreichischen Klimabeirates, Innovationen für Wirtschaft und Klimaschutz). S. 21–40.
- Wohnungsmarkt (zus. mit Georg Winkler). Inst. für Stadtforschung, 1976.
- Zur politischen Ökonomik des Nord-Süd-Dialogs und der Position der Kirche. In: Unterwegs zur Einheit: Festschrift für Heinrich Stirnimann, 1980, S. 134.
- Proving Causation in Private Antitrust Cases (zus. mit Georg E. Kodek und Guido K. Schaefer). Journal of Competition Law and Economics, 2011, 7. Jg., Nr. 4, S. 847–869.
- Beschäftigungspolitik in der Krise. Wiener Kath. Akad., 1997.
- Der österreichische Kapitalmarkt und die Gestaltung der Zinspolitik. Wirtschaftspolitische Blätter, 1977, 3. Jg., S. 16–28.

## Hanns Abele Prize
Zum Andenken an Hanns Abele stiftete dessen Familie den Hanns Abele Prize, einen Dissertationspreis für Ökonomik, der seit 2017 von einer Jury des Departments Volkswirtschaft der WU Wien vergeben wird.